# Thisbe adelphina
Thisbe adelphina är en fjärilsart som beskrevs av Frederick DuCane Godman och Osbert Salvin 1878. Thisbe adelphina ingår i släktet Thisbe och familjen Riodinidae. Inga underarter finns listade i Catalogue of Life.